# دشت شمال غلبايغان
دشت شمال غلبايغان (بالإنجليزية: Dasht Shomal-e Golpayegan)‏ هي قرية تقع في قسم كناررودخانه الريفي في إيران.